# Jacques Courtin (peintre)
Pour les personnes ayant le même patronyme, voir Courtin.
Jacques François Courtin, né à Sens en 1672 et mort à Paris le 26 août 1752, est un artiste peintre français.

## Biographie
Jacques François Courtin, élève de Louis de Boullogne, est lauréat d'un deuxième prix de Rome en peinture en 1700 pour Entrevue de Jacob et de son fils Joseph et en 1701 pour Moïse exposé sur les eaux du Nil.
La carrière de Jacques Courtin est marquée par la commande d'un May de Notre-Dame en 1707. Il s'agit d'une peinture monumentale, mesurant généralement 3,5 mètres sur 2,5 mètres, offert chaque année à la Vierge Marie et exposée au sein de la cathédrale Notre-Dame de Paris. Comme la majorité des mays, celui de Jacques Courtin est tiré des Actes des Apôtres : Saint Paul ressuscitant Eutyque. D'abord présentée dans la cathédrale, l'oeuvre est déplacée au moment de la Révolution française, et se trouve aujourd'hui conservée dans la cathédrale Saint-Etienne de Toulouse. Jacques Courtin est le tout dernier peintre à offrir un May puisque cette tradition ancienne de plusieurs siècles s'achève en 1707. 
Par la suite, il est reçu à l'Académie royale de peinture et de sculpture en février 1710, sera nommé peintre ordinaire du roi et prendra part au concours de 1727 ouvert dans la galerie d'Apollon.
Il épouse 1° Anne-Marguerite Boizard ; 2° en 1733 Marie Marguerite Mathieu.
Il décède à l'âge de 80 ans à Paris, cul-de-sac de Matignon. Il est enterré à l'église Saint-Germain-l'Auxerrois.

## Œuvres
- Zéphyr et Flore (huile sur toile attribuée à), musée des Beaux-Arts d'Angers
- Tête de femme (attribué à), musée des Beaux-Arts de Chambéry[8]
- Jeune femme au corsage bleu, musée des Beaux-Arts de Dijon[9]
- 1707 -  Saint Paul ressuscitant Eutyque, May de Notre-Dame, cathédrale Saint-Étienne de Toulouse [10]
- 1710 - Loth et ses filles, École nationale supérieure des beaux-arts[11]
- 1713 - Young Woman in front of a Mirror, musée de l’Ermitage[12] à Saint-Pétersbourg

## Œuvres qui ne sont connues que par des gravures (nom du graveur)
- L'amour médecin (C. Mathey) Image numérisée
- Quatre fantaisies Michel Aubert
- Pan et Syrinx Jean Baptiste Haussard